# 1. Bundesliga 2019-20
La 1. Bundesliga 2019-20 fue la 57.ª edición de la Fußball-Bundesliga, la mayor competición futbolística de Alemania.
El campeonato consta de dieciocho equipos: los mejores quince de la edición anterior, los dos mejores de la 2. Bundesliga 2018-19 y el ganador de los play-offs de ascenso y descenso entre el puesto 16.° de la Bundesliga y el 3.° de la 2. Bundesliga. El Bayern de Múnich fue el campeón vigente. Esta temporada significó el debut del Unión Berlín, un club de la ya extinta Alemania del Este, en primera división y el regreso del Paderborn 07 a la Bundesliga después de 4 años de ausencia. Además, contó con la vuelta del Colonia a la primera alemana, tras quedar último en la Bundesliga 2017-18 y salir campeón de la 2. Bundesliga 2018-19.

## Efectos de la pandemia de coronavirus
Debido a la pandemia de COVID-19 en Alemania, el 8 de marzo de 2020 el Ministro Federal de Salud, Jens Spahn recomendó cancelar eventos con más de 1000 personas. Al día siguiente, la DFL anunció que la temporada de la Bundesliga se completaría para asegurar la planificación de la siguiente temporada, y que cualquier aplazamiento sería para días de partido en conjunto. El 10 de marzo, se anunció que el encuentro entre Borussia Mönchengladbach y 1. FC Köln el 11 de marzo se jugaría a puerta cerrada, la primera vez en la historia de la liga. Todos los partidos de la jornada 26 (13–16 de marzo) se jugaron sin espectadores debido a restricciones locales en reuniones públicas, pero la fecha fue pospuesta posteriormente el 13 de marzo debido a problemas de seguridad. El 16 de marzo, la Asamblea General de DFL suspendió la liga hasta al menos el 2 de abril y programó otra reunión para la última semana de marzo para discutir como la competencia debe proceder. La Asamblea General de DFL, en su reunión del 31 de marzo, decidió extender la suspensión hasta al menos el 30 de abril por recomendación del Comité Ejecutivo. En la reunión, el DFL estableció un equipo deportivo especial de medicina y operaciones especiales del partido responsable de examinar un método seguro para reanudar el juego de la liga.
El 13 de marzo de 2020, Luca Kilian del SC Paderborn fue el primer jugador de la Bundesliga en dar positivo por COVID-19. Para el 21 de marzo de 2020, varios clubes, incluidos Eintracht Frankfurt y Hertha BSC Berlín, estaban en cuarentena después de que varios jugadores y el personal dieron positivo, y el entrenamiento se hizo imposible para la mayoría de los demás debido al toque de queda o al cierre de las instalaciones. La DFL está estudiando un posible escenario para terminar la temporada regularmente. Sin embargo, varios virólogos plantearon dudas, afirmando que cualquier partido de fútbol profesional en Alemania, incluidos aquellos a puerta cerrada, no son realistas durante al menos los próximos 12 meses. En su informe para la reunión de la DFL del 31 de marzo, el virólogo Alexander Kekulé recomendó cancelar la temporada actual. El 4 de abril de 2020, aclaró que coincide en principio, que a puertas cerradas era posible, pero requeriría medidas exhaustivas, que incluyen un total de aproximadamente 20 000 pruebas de COVID-19 para los jugadores y el personal (probar a cada jugador antes del comienzo de cada juego), y una cuarentena extendida para todos los involucrados. Kekulé dudaba de que esas medidas pudieran justificarse en un momento en que las pruebas para la población general eran escasas.
El 3 de abril de 2020, la DFL informó que la situación financiera de la mayoría de los equipos era más grave de lo que se pensaba. De los 36 clubes de fútbol profesional de la Bundesliga y 2. Bundesliga, 13 tendrían que declararse en quiebra en mayo o junio a menos que las operaciones de la liga se reanudaran para entonces, incluidos cuatro equipos de la Bundesliga. Doce de esos clubes ya habían utilizado las tarifas de licencia pendientes (que dependen de la temporada se continue) para pagar sus deudas de marzo a los acreedores. En su reunión del 31 de marzo, la DFL había decidido que los clubes que ingresen procedimientos de insolvencia esta temporada no sufrirán la deducción habitual de puntos, y los clubes que ingresen a los procedimientos en los próximos mares en solo perderán tres en lugar de los nueve puntos habituales.
Para el 23 de abril de 2020, la DFL tenía como objetivo el 9 de mayo como una posible fecha de reanudación para la Bundesliga. Este objetivo sufrió un revés cuando el 1. FC Köln anunció el 1 de mayo que tres personas en el club dieron positivo, sin mostrar ningún síntoma. Esto se realizó como parte de una ola de 1724 pruebas realizadas al personal de los 36 equipos de la Bundesliga y 2. Bundesliga, en coordinación con el Ministerio Federal de Trabajo y Asuntos Sociales, dieron siete resultados positivos adicionales además de los de Colonia. Después de consultar con el gobierno alemán, la canciller Angela Merkel y los líderes de los estados de Alemania aprobaron la reanudación de las ligas para la segunda quincena de mayo, con partidos a puerta cerrada. Al día siguiente, la DFL confirmó que la Bundesliga se reanudaría el 16 de mayo. La última fecha de la temporada (jornada 34), originalmente programada para el 16 de mayo, tendrá lugar el 27 de junio. No se ha tomado ninguna decisión sobre si se permitirán cinco sustituciones, una solución propuesta por FIFA para aliviar la congestión del calendario. También se han llevado a cabo discusiones sobre si la transmisión simultánea de la Bundesliga ("conferencia") serán emitidas por televisión en señal abierta en Alemania, para evitar reuniones de personas sin suscripciones a televisión pagada. El 14 de mayo, después de una reunión de todos los clubes, se permitirán cinco sustituciones, lo cual ha sido permitido temporalmente por la IFAB luego de una propuesta de FIFA para disminuir el impacto en la organización de los calendarios. La emisora Sky Sport anunció que durante las dos primeras semanas después del reinicio, la Bundesliga y la 2. Bundesliga serán con transmisión simultánea de los partidos y se mostrarán en televisión en vivo  y señal abierta en Alemania, para evitar reuniones de personas sin suscripciones de televisión pagada.
| Jornada                | Fecha original | Fecha modificadas                |
| ---------------------- | -------------- | -------------------------------- |
| 26                     | 13–16 de marzo | 16–18 de mayo                    |
| 27                     | 20–22 de marzo | 22–24 de mayo                    |
| 28                     | 3–5 de abril   | 26–27 de mayo (mitad de semana)  |
| 29                     | 11–13 de abril | 29 de mayo – 1 de junio          |
| 30                     | 17–20 de abril | 5–8 de junio                     |
| 31                     | 24–27 de abril | 12–14 de junio                   |
| 32                     | 2–4 de mayo    | 16–17 de junio (mitad de semana) |
| 33                     | 9 de mayo      | 20 de junio                      |
| 34                     | 16 de mayo     | 27 de junio                      |
| Play-offs de promoción |                |                                  |
| Ida                    | 20–21 de mayo  | 2 de julio                       |
| Vuelta                 | 25–27 de mayo  | 6 de julio                       |

## Equipos
| Pos  | Descendidos de 1. Bundesliga |
| ---- | ---------------------------- |
| 16.º | Stuttgart                    |
| 17.º | Hannover 96                  |
| 18.º | Núremberg                    |

| Pos | Ascendidos de 2. Bundesliga |
| --- | --------------------------- |
| 1.º | Colonia                     |
| 2.º | Paderborn 07                |
| 3.º | Union Berlin                |

| Equipo                                   | Ciudad          | Entrenador        | Capitán             | Estadio                        | Aforo  | Marca    | Patrocinador principal  |
| ---------------------------------------- | --------------- | ----------------- | ------------------- | ------------------------------ | ------ | -------- | ----------------------- |
| Augsburgo                                | Augsburgo       | Heiko Herrlich    | Daniel Baier        | WWK Arena                      | 30 660 | Nike     | WWK                     |
| Bayer Leverkusen                         | Leverkusen      | Peter Bosz        | Lars Bender         | BayArena                       | 30 210 | Jako     | Barmenia Versicherungen |
| Bayern de Múnich                         | Múnich          | Hans-Dieter Flick | Manuel Neuer        | Allianz Arena                  | 75 000 | Adidas   | Deutsche Telekom        |
| Borussia Dortmund                        | Dortmund        | Lucien Favre      | Marco Reus          | Signal Iduna Park              | 81 365 | Puma     | Evonik                  |
| Borussia Mönchengladbach                 | Mönchengladbach | Marco Rose        | Lars Stindl         | Borussia-Park                  | 59 724 | Puma     | Postbank                |
| Colonia                                  | Colonia         | Markus Gisdol     | Jonas Hector        | RheinEnergieStadion            | 49 698 | Uhlsport | REWE                    |
| Eintracht Fráncfort                      | Fráncfort       | Adi Hütter        | David Abraham       | Commerzbank-Arena              | 51 500 | Nike     | Indeed.com              |
| Fortuna Düsseldorf                       | Düsseldorf      | Uwe Rösler        | Oliver Fink         | Merkur Spiel-Arena             | 54 600 | Uhlsport | Henkel                  |
| Friburgo                                 | Friburgo        | Christian Streich | Mike Frantz         | Schwarzwald-Stadion            | 24 000 | Hummel   | Schwarzwaldmilch        |
| Hertha de Berlín                         | Berlín          | Bruno Labbadia    | Vedad Ibišević      | Olympiastadion                 | 74 649 | Nike     | TEDi                    |
| Hoffenheim                               | Sinsheim        | Marcel Rapp       | Kevin Vogt          | PreZero Arena                  | 30 150 | Joma     | SAP                     |
| Maguncia 05                              | Maguncia        | Achim Beierlorzer | Stefan Bell         | Opel Arena                     | 34 000 | Lotto    | Kömmerling              |
| Paderborn 07                             | Paderborn       | Steffen Baumgart  | Christian Strohdiek | Benteler-Arena                 | 15 000 | Saller   | Sunmaker                |
| RB Leipzig                               | Leipzig         | Julian Nagelsmann | Willi Orban         | Red Bull Arena                 | 42 558 | Nike     | Red Bull                |
| Schalke 04                               | Gelsenkirchen   | David Wagner      | Ralf Fährmann       | Veltins-Arena                  | 62 271 | Umbro    | Gazprom                 |
| Union Berlín                             | Berlín          | Urs Fischer       | Christopher Trimmel | Stadion An der Alten Försterei | 22 012 | Macron   | Layenberger             |
| Werder Bremen                            | Bremen          | Florian Kohfeldt  | Niklas Moisander    | Wohninvest Weserstadion        | 42 100 | Umbro    | Wiesenhof               |
| Wolfsburgo                               | Wolfsburgo      | Oliver Glasner    | Josuha Guilavogui   | Volkswagen Arena               | 30 000 | Nike     | Volkswagen              |
| Datos actualizados el 9 de marzo de 2020 |                 |                   |                     |                                |        |          |                         |

### Cambios de entrenadores
| Equipo                   | Entrenador (Jornadas)            | Fecha de vacante        | Tipo de salida                   | Posición en la tabla | Entrenador entrante       | Fecha de nombramiento   |
| ------------------------ | -------------------------------- | ----------------------- | -------------------------------- | -------------------- | ------------------------- | ----------------------- |
| TSG 1899 Hoffenheim      | Julian Nagelsmann (Pretemporada) | 30 de junio de 2019     | Fichado por el RB Leipzig        | Pretemporada         | Alfred Schreuder          | 1 de julio de 2019      |
| RB Leipzig               | Ralf Rangnick (Pretemporada)     | 30 de junio de 2019     | Nombrado como director deportivo | Pretemporada         | Julian Nagelsmann         | 1 de julio de 2019      |
| VfL Wolfsburgo           | Bruno Labbadia (Pretemporada)    | 30 de junio de 2019     | Fin de contrato                  | Pretemporada         | Oliver Glasner            | 1 de julio de 2019      |
| FC Schalke 04            | Huub Stevens (Pretemporada)      | 30 de junio de 2019     | Fin de interinidad               | Pretemporada         | David Wagner              | 1 de julio de 2019      |
| Borussia Mönchengladbach | Dieter Hecking (Pretemporada)    | 30 de junio de 2019     | Despedido                        | Pretemporada         | Marco Rose                | 1 de julio de 2019      |
| Hertha de Berlín         | Pál Dárdai (Pretemporada)        | 30 de junio de 2019     | Acuerdo mutuo                    | Pretemporada         | Ante Čović                | 1 de julio de 2019      |
| Colonia                  | André Pawlak (Pretemporada)      | 30 de junio de 2019     | Fin de interinidad               | Pretemporada         | Achim Beierlorzer         | 1 de julio de 2019      |
| Bayern de Múnich         | Niko Kovač (1-10)                | 3 de noviembre de 2019  | Acuerdo mutuo                    | 4.º                  | Hans-Dieter Flick (11-34) | 3 de noviembre de 2019  |
| Colonia                  | Achim Beierlorzer (1-11)         | 9 de noviembre de 2019  | Despedido                        | 17.º                 | Markus Gisdol (12-34)     | 18 de noviembre de 2019 |
| Maguncia 05              | Sandro Schwarz (1-11)            | 10 de noviembre de 2019 | Acuerdo mutuo                    | 16.º                 | Achim Beierlorzer (12-34) | 18 de noviembre de 2019 |
| Hertha de Berlín         | Ante Čović (1-12)                | 27 de noviembre de 2019 | Despedido                        | 15.º                 | Jürgen Klinsmann (13-21)  | 27 de noviembre de 2019 |
| Fortuna Düsseldorf       | Friedhelm Funkel                 | 29 de enero de 2020     | Despedido                        | 17.º                 | Uwe Rösler                | 29 de enero de 2020     |
| Hertha de Berlín         | Jürgen Klinsmann (13-21)         | 11 de febrero de 2020   | Dimisión                         | 14.º                 | Alexander Nouri (22-25)   | 11 de febrero de 2020   |
| Augsburgo                | Martin Schmidt (1-25)            | 9 de marzo de 2020      | Despedido                        | 14.º                 | Heiko Herrlich (26-34)    | 10 de marzo de 2020     |
| Hertha de Berlín         | Alexander Nouri (22-25)          | 9 de abril de 2020      | Fin de interinidad               | 13.º                 | Bruno Labbadia (26-34)    | 9 de abril de 2020      |
| TSG 1899 Hoffenheim      | Alfred Schreuder (1-30)          | 9 de junio de 2020      | Acuerdo mutuo                    | 7.º                  | Marcel Rapp (31-34)       | 9 de junio de 2020      |

### Equipos porestados federados
| Región                      | N.º | Equipos |
| --------------------------- | --- | --- |
| Renania del Norte-Westfalia | 7   | Bayer Leverkusen, Borussia Dortmund, Borussia Mönchengladbach, Colonia, Fortuna Düsseldorf, Paderborn 07 y Schalke 04 |
| Baden-Wurtemberg            | 2   | Hoffenheim y Friburgo                                                                                                 |
| Baviera                     | 2   | Augsburgo y Bayern de Múnich                                                                                          |
| Berlín                      | 2   | Hertha Berlín y Union Berlín                                                                                          |
| Baja Sajonia                | 1   | Wolfsburgo |
| Bremen                      | 1   | Werder Bremen |
| Hesse                       | 1   | Eintracht Fráncfort                                                                                                   |
| Sajonia                     | 1   | RB Leipzig |
| Renania-Palatinado          | 1   | Maguncia 05 |

## Clasificación
| Pos. | Equipo                   | Pts. | PJ | G  | E  | P  | GF  | GC | Dif. | Clasificación 2020-21                  |
| ---- | ------------------------ | ---- | -- | -- | -- | -- | --- | -- | ---- | -------------------------------------- |
| 1    | Bayern Múnich (C)        | 82   | 34 | 26 | 4  | 4  | 100 | 32 | +68  | Fase de grupos de la Liga de Campeones |
| 2    | Borussia Dortmund        | 69   | 34 | 21 | 6  | 7  | 84  | 41 | +43  | Fase de grupos de la Liga de Campeones |
| 3    | RB Leipzig               | 66   | 34 | 18 | 12 | 4  | 81  | 37 | +44  | Fase de grupos de la Liga de Campeones |
| 4    | Borussia Mönchengladbach | 65   | 34 | 20 | 5  | 9  | 66  | 40 | +26  | Fase de grupos de la Liga de Campeones |
| 5    | Bayer Leverkusen         | 63   | 34 | 19 | 6  | 9  | 61  | 44 | +17  | Fase de grupos de la Liga Europa       |
| 6    | Hoffenheim               | 52   | 34 | 15 | 7  | 12 | 53  | 53 | 0    | Fase de grupos de la Liga Europa       |
| 7    | Wolfsburgo               | 49   | 34 | 13 | 10 | 11 | 48  | 46 | +2   | Segunda ronda de la Liga Europa        |
| 8    | Friburgo                 | 48   | 34 | 13 | 9  | 12 | 48  | 47 | +1   |                                        |
| 9    | Eintracht Fráncfort      | 45   | 34 | 13 | 6  | 15 | 59  | 60 | −1   |                                        |
| 10   | Hertha Berlín            | 41   | 34 | 11 | 8  | 15 | 48  | 59 | −11  |                                        |
| 11   | Union Berlín             | 41   | 34 | 12 | 5  | 17 | 41  | 58 | −17  |                                        |
| 12   | Schalke 04               | 39   | 34 | 9  | 12 | 13 | 38  | 58 | −20  |                                        |
| 13   | Maguncia 05              | 37   | 34 | 11 | 4  | 19 | 44  | 65 | −21  |                                        |
| 14   | Colonia                  | 36   | 34 | 10 | 6  | 18 | 51  | 69 | −18  |                                        |
| 15   | Augsburgo                | 36   | 34 | 9  | 9  | 16 | 45  | 63 | −18  |                                        |
| 16   | Werder Bremen            | 31   | 34 | 8  | 7  | 19 | 42  | 69 | −27  | Promoción por la permanencia           |
| 17   | Fortuna Düsseldorf (D)   | 30   | 34 | 6  | 12 | 16 | 36  | 67 | −31  | Descenso de categoría                  |
| 18   | Paderborn 07 (D)         | 20   | 34 | 4  | 8  | 22 | 37  | 74 | −37  | Descenso de categoría                  |

 Fuente: DFB
Notas:
1. ↑  Debido a que el campeón de la Copa de Alemania 2019-20 (Bayern Múnich) estuvo clasificado a la Liga de Campeones 2020-21, el lugar que otorgó dicho torneo en la Liga Europea 2020-21 pasó al 6.° clasificado y por consiguiente el cupo para la fase previa de la Europa League pasó al 7.° clasificado.

## Evolución de la clasificación
| Equipo              | 01 | 02 | 03 | 04 | 05 | 06 | 07 | 08 | 09 | 10 | 11 | 12 | 13 | 14 | 15 | 16 | 17 | 18 | 19 | 20 | 21 | 22 | 23 | 24 | 25 | 26 | 27 | 28 | 29 | 30 | 31 | 32 | 33 | 34 |
| ------------------- | -- | -- | -- | -- | -- | -- | -- | -- | -- | -- | -- | -- | -- | -- | -- | -- | -- | -- | -- | -- | -- | -- | -- | -- | -- | -- | -- | -- | -- | -- | -- | -- | -- | -- |
| Bayern Múnich       | 9  | 6  | 2  | 4  | 2  | 1  | 3  | 3  | 2  | 4  | 3  | 3  | 4  | 7  | 5  | 3  | 3  | 2  | 2  | 1  | 1  | 1  | 1  | 1  | 1  | 1  | 1  | 1  | 1  | 1  | 1  | 1  | 1  | 1  |
| Borussia Dortmund   | 1  | 1  | 5  | 2  | 3  | 8  | 8  | 4  | 5  | 2  | 6  | 6  | 5  | 3  | 3  | 4  | 4  | 4  | 4  | 3  | 3  | 3  | 3  | 3  | 2  | 2  | 2  | 2  | 2  | 2  | 2  | 2  | 2  | 2  |
| RB Leipzig          | 2  | 2  | 1  | 1  | 1  | 2  | 5  | 5  | 6  | 3  | 2  | 2  | 2  | 2  | 1  | 1  | 1  | 1  | 1  | 2  | 2  | 2  | 2  | 2  | 3  | 4  | 3  | 3  | 3  | 3  | 3  | 3  | 3  | 3  |
| Mönchengladbach     | 10 | 7  | 8  | 7  | 6  | 5  | 1  | 1  | 1  | 1  | 1  | 1  | 1  | 1  | 2  | 2  | 2  | 3  | 3  | 4  | 4  | 4  | 4  | 4  | 5  | 3  | 5  | 4  | 4  | 4  | 5  | 5  | 4  | 4  |
| Bayer Leverkusen    | 5  | 5  | 4  | 8  | 7  | 6  | 7  | 9  | 8  | 10 | 8  | 9  | 7  | 6  | 7  | 7  | 6  | 6  | 5  | 5  | 5  | 5  | 5  | 5  | 4  | 5  | 4  | 5  | 5  | 5  | 4  | 4  | 5  | 5  |
| Hoffenheim          | 14 | 9  | 9  | 13 | 11 | 12 | 12 | 11 | 10 | 9  | 5  | 8  | 8  | 8  | 9  | 9  | 7  | 8  | 7  | 7  | 7  | 8  | 8  | 8  | 9  | 9  | 9  | 7  | 7  | 7  | 7  | 7  | 7  | 6  |
| Wolfsburgo          | 6  | 4  | 3  | 5  | 8  | 7  | 2  | 2  | 4  | 8  | 10 | 7  | 9  | 9  | 8  | 8  | 9  | 9  | 10 | 9  | 10 | 9  | 7  | 7  | 7  | 6  | 6  | 6  | 6  | 6  | 6  | 6  | 6  | 7  |
| Friburgo            | 3  | 3  | 6  | 3  | 4  | 3  | 4  | 7  | 3  | 5  | 4  | 4  | 6  | 5  | 6  | 6  | 8  | 7  | 8  | 8  | 8  | 7  | 9  | 9  | 8  | 7  | 7  | 8  | 8  | 8  | 8  | 8  | 8  | 8  |
| Eintracht Fráncfort | 7  | 10 | 7  | 9  | 9  | 9  | 9  | 8  | 9  | 7  | 9  | 10 | 10 | 11 | 12 | 12 | 13 | 11 | 9  | 11 | 9  | 10 | 11 | 12 | 12 | 13 | 14 | 14 | 12 | 11 | 10 | 9  | 9  | 9  |
| Hertha Berlín       | 8  | 11 | 17 | 18 | 15 | 10 | 10 | 10 | 11 | 11 | 12 | 15 | 16 | 15 | 13 | 13 | 12 | 14 | 13 | 13 | 14 | 13 | 14 | 14 | 13 | 11 | 11 | 10 | 9  | 9  | 11 | 11 | 10 | 10 |
| Union Berlín        | 18 | 14 | 11 | 12 | 14 | 15 | 16 | 14 | 15 | 14 | 11 | 11 | 11 | 10 | 10 | 11 | 11 | 12 | 11 | 12 | 11 | 12 | 10 | 10 | 11 | 12 | 13 | 13 | 14 | 14 | 14 | 12 | 12 | 11 |
| Schalke 04          | 11 | 12 | 10 | 6  | 5  | 4  | 6  | 6  | 7  | 6  | 7  | 5  | 3  | 4  | 4  | 5  | 5  | 5  | 6  | 6  | 6  | 6  | 6  | 6  | 6  | 8  | 8  | 9  | 10 | 10 | 9  | 10 | 11 | 12 |
| Maguncia 05         | 16 | 18 | 18 | 16 | 17 | 16 | 13 | 17 | 13 | 15 | 16 | 13 | 12 | 13 | 14 | 14 | 14 | 15 | 15 | 15 | 15 | 15 | 15 | 15 | 15 | 15 | 15 | 15 | 15 | 15 | 15 | 15 | 13 | 13 |
| Colonia             | 13 | 17 | 14 | 15 | 16 | 17 | 17 | 15 | 16 | 17 | 17 | 17 | 17 | 18 | 17 | 15 | 15 | 13 | 14 | 14 | 13 | 14 | 13 | 11 | 10 | 10 | 10 | 11 | 11 | 12 | 12 | 13 | 14 | 14 |
| Augsburgo           | 17 | 13 | 16 | 14 | 12 | 13 | 14 | 16 | 17 | 16 | 15 | 12 | 14 | 12 | 11 | 10 | 10 | 10 | 12 | 10 | 12 | 11 | 12 | 13 | 14 | 14 | 12 | 12 | 13 | 13 | 13 | 14 | 15 | 15 |
| Werder Bremen       | 15 | 16 | 13 | 10 | 10 | 11 | 11 | 12 | 12 | 12 | 13 | 14 | 13 | 14 | 15 | 16 | 17 | 16 | 16 | 16 | 17 | 17 | 17 | 17 | 17 | 17 | 17 | 17 | 17 | 17 | 17 | 17 | 17 | 16 |
| Fortuna Düsseldorf  | 4  | 8  | 12 | 11 | 13 | 14 | 15 | 13 | 14 | 13 | 14 | 16 | 15 | 16 | 16 | 17 | 16 | 17 | 17 | 17 | 16 | 16 | 16 | 16 | 16 | 16 | 16 | 16 | 16 | 16 | 16 | 16 | 16 | 17 |
| Paderborn 07        | 12 | 15 | 15 | 17 | 18 | 18 | 18 | 18 | 18 | 18 | 18 | 18 | 18 | 17 | 18 | 18 | 18 | 18 | 18 | 18 | 18 | 18 | 18 | 18 | 18 | 18 | 18 | 18 | 18 | 18 | 18 | 18 | 18 | 18 |

| 1. 2. |

## Resultados
- Los horarios corresponden al huso horario de Alemania (Hora central europea): UTC+1 en horario estándar y UTC+2 en horario de verano.

### Primera vuelta
| Bayern Múnich            | 2 - 2                                                           | Hertha Berlín      | Allianz Arena                  | 16 de agosto | 20:30 |
| Borussia Dortmund        | 5 - 1                                                           | Augsburgo          | Signal Iduna Park              | 17 de agosto | 15:30 |
| Bayer Leverkusen         | 3 - 2                                                           | Paderborn 07       | BayArena                       | 17 de agosto | 15:30 |
| Wolfsburgo               | 2 - 1                                                           | Colonia            | Volkswagen Arena               | 17 de agosto | 15:30 |
| Werder Bremen            | 1 - 3                                                           | Fortuna Düsseldorf | Weserstadion                   | 17 de agosto | 15:30 |
| Friburgo                 | 3 - 0 Archivado el 8 de febrero de 2021 en Wayback Machine.     | Mainz 05           | Schwarzwald-Stadion            | 17 de agosto | 15:30 |
| Borussia Mönchengladbach | 0 - 0 Archivado el 19 de septiembre de 2020 en Wayback Machine. | Schalke 04         | Borussia-Park                  | 17 de agosto | 18:30 |
| Eintracht Frankfurt      | 1 - 0 Archivado el 12 de junio de 2020 en Wayback Machine.      | Hoffenheim         | Commerzbank-Arena              | 18 de agosto | 15:30 |
| Union Berlín             | 0 - 4                                                           | RB Leipzig         | Stadion An der Alten Försterei | 18 de agosto | 18:00 |

| Colonia            | 1 - 3                                                       | Borussia Dortmund        | RheinEnergieStadion | 23 de agosto | 20:30 |
| Hoffenheim         | 3 - 2 Archivado el 25 de agosto de 2019 en Wayback Machine. | Werder Bremen            | PreZero Arena       | 24 de agosto | 15:30 |
| Fortuna Düsseldorf | 1 - 3                                                       | Bayer Leverkusen         | Merkur Spiel-Arena  | 24 de agosto | 15:30 |
| Mainz 05           | 1 - 3 Archivado el 25 de agosto de 2019 en Wayback Machine. | Borussia Mönchengladbach | Opel Arena          | 24 de agosto | 15:30 |
| Augsburgo          | 1 - 1                                                       | Union Berlín             | WWK Arena           | 24 de agosto | 15:30 |
| Paderborn 07       | 1 - 3 Archivado el 25 de agosto de 2019 en Wayback Machine. | Friburgo                 | Benteler-Arena      | 24 de agosto | 15:30 |
| Schalke 04         | 0 - 3                                                       | Bayern Múnich            | Veltins-Arena       | 24 de agosto | 18:30 |
| RB Leipzig         | 2 - 1                                                       | Eintracht Frankfurt      | Red Bull Arena      | 25 de agosto | 15:30 |
| Hertha Berlín      | 0 - 3                                                       | Wolfsburgo               | Olympiastadion      | 25 de agosto | 18:00 |

| Borussia Mönchengladbach | 1 - 3 Archivado el 30 de noviembre de 2020 en Wayback Machine. | RB Leipzig         | Borussia-Park                  | 30 de agosto    | 20:30 |
| Bayern Múnich            | 6 - 1                                                          | Mainz 05           | Allianz Arena                  | 31 de agosto    | 15:30 |
| Bayer Leverkusen         | 0 - 0 Archivado el 27 de noviembre de 2020 en Wayback Machine. | Hoffenheim         | BayArena                       | 31 de agosto    | 15:30 |
| Wolfsburgo               | 1 - 1                                                          | Paderborn 07       | Volkswagen Arena               | 31 de agosto    | 15:30 |
| Friburgo                 | 1 - 2 Archivado el 5 de septiembre de 2019 en Wayback Machine. | Colonia            | Schwarzwald-Stadion            | 31 de agosto    | 15:30 |
| Schalke 04               | 3 - 0                                                          | Hertha Berlín      | Veltins-Arena                  | 31 de agosto    | 15:30 |
| Union Berlín             | 3 - 1                                                          | Borussia Dortmund  | Stadion An der Alten Försterei | 31 de agosto    | 18:30 |
| Werder Bremen            | 3 - 2                                                          | Augsburgo          | Weserstadion                   | 1 de septiembre | 15:30 |
| Eintracht Frankfurt      | 2 - 1                                                          | Fortuna Düsseldorf | Commerzbank-Arena              | 1 de septiembre | 18:00 |

| Fortuna Düsseldorf | 1 - 1                                                           | Wolfsburgo               | Merkur Spiel-Arena             | 13 de septiembre | 20:30 |
| Borussia Dortmund  | 4 - 0                                                           | Bayer Leverkusen         | Signal Iduna Park              | 14 de septiembre | 15:30 |
| Mainz 05           | 2 - 1                                                           | Hertha Berlín            | Opel Arena                     | 14 de septiembre | 15:30 |
| Augsburgo          | 2 - 1                                                           | Eintracht Frankfurt      | WWK Arena                      | 14 de septiembre | 15:30 |
| Colonia            | 0 - 1 Archivado el 13 de junio de 2021 en Wayback Machine.      | Borussia Mönchengladbach | RheinEnergieStadion            | 14 de septiembre | 15:30 |
| Union Berlín       | 1 - 2                                                           | Werder Bremen            | Stadion An der Alten Försterei | 14 de septiembre | 15:30 |
| RB Leipzig         | 1 - 1                                                           | Bayern Múnich            | Red Bull Arena                 | 14 de septiembre | 18:30 |
| Hoffenheim         | 0 - 3 Archivado el 21 de septiembre de 2019 en Wayback Machine. | Friburgo                 | PreZero Arena                  | 15 de septiembre | 15:30 |
| Paderborn 07       | 1 - 5                                                           | Schalke 04               | Benteler-Arena                 | 15 de septiembre | 18:00 |

| Schalke 04               | 2 - 1                                                           | Mainz 05           | Veltins-Arena       | 20 de septiembre | 20:30 |
| Bayern Múnich            | 4 - 0                                                           | Colonia            | Allianz Arena       | 21 de septiembre | 15:30 |
| Bayer Leverkusen         | 2 - 0                                                           | Union Berlín       | BayArena            | 21 de septiembre | 15:30 |
| Hertha Berlín            | 2 - 1                                                           | Paderborn 07       | Olympiastadion      | 21 de septiembre | 15:30 |
| Friburgo                 | 1 - 1 Archivado el 22 de septiembre de 2019 en Wayback Machine. | Augsburgo          | Schwarzwald-Stadion | 21 de septiembre | 15:30 |
| Werder Bremen            | 0 - 3                                                           | RB Leipzig         | Weserstadion        | 21 de septiembre | 18:30 |
| Borussia Mönchengladbach | 2 - 1 Archivado el 28 de abril de 2021 en Wayback Machine.      | Fortuna Düsseldorf | Borussia-Park       | 22 de septiembre | 15:30 |
| Eintracht Frankfurt      | 2 - 2                                                           | Borussia Dortmund  | Commerzbank-Arena   | 22 de septiembre | 18:00 |
| Wolfsburgo               | 1 - 1 Archivado el 24 de septiembre de 2019 en Wayback Machine. | Hoffenheim         | Volkswagen Arena    | 23 de septiembre | 20:30 |

| Union Berlín       | 1 - 2                                                                                                   | Eintracht Frankfurt      | Stadion An der Alten Försterei | 27 de septiembre | 20:30 |
| RB Leipzig         | 1 - 3                                                                                                   | Schalke 04               | Red Bull Arena                 | 28 de septiembre | 15:30 |
| Hoffenheim         | 0 - 3 (enlace roto disponible en Internet Archive; véase el historial, la primera versión y la última). | Borussia Mönchengladbach | PreZero Arena                  | 28 de septiembre | 15:30 |
| Mainz 05           | 0 - 1                                                                                                   | Wolfsburgo               | Opel Arena                     | 28 de septiembre | 15:30 |
| Augsburgo          | 0 - 3                                                                                                   | Bayer Leverkusen         | WWK Arena                      | 28 de septiembre | 15:30 |
| Paderborn 07       | 2 - 3                                                                                                   | Bayern Múnich            | Benteler-Arena                 | 28 de septiembre | 15:30 |
| Borussia Dortmund  | 2 - 2                                                                                                   | Werder Bremen            | Signal Iduna Park              | 28 de septiembre | 18:30 |
| Fortuna Düsseldorf | 1 - 2 (enlace roto disponible en Internet Archive; véase el historial, la primera versión y la última). | Friburgo                 | Merkur Spiel-Arena             | 29 de septiembre | 15:30 |
| Colonia            | 0 - 4                                                                                                   | Hertha Berlín            | RheinEnergieStadion            | 29 de septiembre | 18:00 |

| Hertha Berlín            | 3 - 1                                                                                                   | Fortuna Düsseldorf | Olímpico de Berlín  | 4 de octubre | 20:30 |
| Bayern Múnich            | 1 - 2 (enlace roto disponible en Internet Archive; véase el historial, la primera versión y la última). | Hoffenheim         | Allianz Arena       | 5 de octubre | 15:30 |
| Bayer Leverkusen         | 1 - 1                                                                                                   | RB Leipzig         | BayArena            | 5 de octubre | 15:30 |
| Friburgo                 | 2 - 2 Archivado el 29 de noviembre de 2020 en Wayback Machine.                                          | Borussia Dortmund  | Schwarzwald-Stadion | 5 de octubre | 15:30 |
| Paderborn 07             | 1 - 2                                                                                                   | Mainz 05           | Benteler-Arena      | 5 de octubre | 15:30 |
| Schalke 04               | 1 - 1                                                                                                   | Colonia            | Veltins-Arena       | 5 de octubre | 18:30 |
| Borussia Mönchengladbach | 5 - 1 (enlace roto disponible en Internet Archive; véase el historial, la primera versión y la última). | Augsburgo          | Borussia-Park       | 6 de octubre | 13:30 |
| Wolfsburgo               | 1 - 0                                                                                                   | Union Berlín       | Volkswagen Arena    | 6 de octubre | 15:30 |
| Eintracht Frankfurt      | 2 - 2                                                                                                   | Werder Bremen      | Commerzbank-Arena   | 6 de octubre | 18:00 |

| Eintracht Frankfurt | 3 - 0                                                           | Bayer Leverkusen         | Commerzbank-Arena              | 18 de octubre | 20:30 |
| RB Leipzig          | 1 - 1                                                           | Wolfsburgo               | Red Bull Arena                 | 19 de octubre | 15:30 |
| Werder Bremen       | 1 - 1                                                           | Hertha Berlín            | Weserstadion                   | 19 de octubre | 15:30 |
| Fortuna Düsseldorf  | 1 - 0                                                           | Mainz 05                 | Merkur Spiel-Arena             | 19 de octubre | 15:30 |
| Augsburgo           | 2 - 2                                                           | Bayern Múnich            | WWK Arena                      | 19 de octubre | 15:30 |
| Union Berlín        | 2 - 0 Archivado el 20 de octubre de 2019 en Wayback Machine.    | Friburgo                 | Stadion An der Alten Försterei | 19 de octubre | 15:30 |
| Borussia Dortmund   | 1 - 0 Archivado el 20 de septiembre de 2020 en Wayback Machine. | Borussia Mönchengladbach | Signal Iduna Park              | 19 de octubre | 18:30 |
| Colonia             | 3 - 0                                                           | Paderborn 07             | RheinEnergieStadion            | 20 de octubre | 15:30 |
| Hoffenheim          | 2 - 0 Archivado el 20 de octubre de 2019 en Wayback Machine.    | Schalke 04               | PreZero Arena                  | 20 de octubre | 18:00 |

| Mainz 05                 | 3 - 1                                                          | Colonia             | Opel Arena          | 25 de octubre | 20:30 |
| Bayern Múnich            | 2 - 1                                                          | Union Berlín        | Allianz Arena       | 26 de octubre | 15:30 |
| Hertha Berlín            | 2 - 3 Archivado el 28 de noviembre de 2019 en Wayback Machine. | Hoffenheim          | Olímpico de Berlín  | 26 de octubre | 15:30 |
| Friburgo                 | 2 - 1 Archivado el 27 de noviembre de 2020 en Wayback Machine. | RB Leipzig          | Schwarzwald-Stadion | 26 de octubre | 15:30 |
| Schalke 04               | 0 - 0                                                          | Borussia Dortmund   | Veltins-Arena       | 26 de octubre | 15:30 |
| Paderborn 07             | 2 - 0                                                          | Fortuna Düsseldorf  | Benteler-Arena      | 26 de octubre | 15:30 |
| Bayer Leverkusen         | 2 - 2                                                          | Werder Bremen       | BayArena            | 26 de octubre | 18:30 |
| Wolfsburgo               | 0 - 0                                                          | Augsburgo           | Volkswagen Arena    | 27 de octubre | 15:30 |
| Borussia Mönchengladbach | 4 - 2 Archivado el 28 de noviembre de 2019 en Wayback Machine. | Eintracht Frankfurt | Borussia-Park       | 27 de octubre | 18:00 |

| Hoffenheim          | 3 - 0 Archivado el 28 de noviembre de 2019 en Wayback Machine. | Paderborn 07             | PreZero Arena                  | 1 de noviembre | 20:30 |
| Borussia Dortmund   | 3 - 0                                                          | Wolfsburgo               | Signal Iduna Park              | 2 de noviembre | 15:30 |
| RB Leipzig          | 8 - 0                                                          | Mainz 05                 | Red Bull Arena                 | 2 de noviembre | 15:30 |
| Bayer Leverkusen    | 1 - 2 Archivado el 30 de noviembre de 2020 en Wayback Machine. | Borussia Mönchengladbach | BayArena                       | 2 de noviembre | 15:30 |
| Eintracht Frankfurt | 5 - 1                                                          | Bayern Múnich            | Commerzbank-Arena              | 2 de noviembre | 15:30 |
| Werder Bremen       | 2 - 2 Archivado el 28 de noviembre de 2019 en Wayback Machine. | Friburgo                 | Weserstadion                   | 2 de noviembre | 15:30 |
| Union Berlín        | 1 - 0                                                          | Hertha Berlín            | Stadion An der Alten Försterei | 2 de noviembre | 18:30 |
| Fortuna Düsseldorf  | 2 - 0                                                          | Colonia                  | Merkur Spiel-Arena             | 3 de noviembre | 15:30 |
| Augsburgo           | 2 - 3                                                          | Schalke 04               | WWK Arena                      | 3 de noviembre | 18:00 |

| Colonia                  | 1 - 2 Archivado el 28 de noviembre de 2019 en Wayback Machine.  | Hoffenheim          | RheinEnergieStadion | 8 de noviembre  | 20:30 |
| Hertha Berlín            | 2 - 4                                                           | RB Leipzig          | Olímpico de Berlín  | 9 de noviembre  | 15:30 |
| Mainz 05                 | 2 - 3                                                           | Union Berlín        | Opel Arena          | 9 de noviembre  | 15:30 |
| Schalke 04               | 3 - 3                                                           | Fortuna Düsseldorf  | Veltins-Arena       | 9 de noviembre  | 15:30 |
| Paderborn 07             | 0 - 1                                                           | Augsburgo           | Benteler-Arena      | 9 de noviembre  | 15:30 |
| Bayern Múnich            | 4 - 0                                                           | Borussia Dortmund   | Allianz Arena       | 9 de noviembre  | 18:30 |
| Borussia Mönchengladbach | 3 - 1 Archivado el 20 de septiembre de 2020 en Wayback Machine. | Werder Bremen       | Borussia-Park       | 10 de noviembre | 13:30 |
| Wolfsburgo               | 0 - 2                                                           | Bayer Leverkusen    | Volkswagen Arena    | 10 de noviembre | 15:30 |
| Friburgo                 | 1 - 0 Archivado el 28 de noviembre de 2019 en Wayback Machine.  | Eintracht Frankfurt | Schwarzwald-Stadion | 10 de noviembre | 18:00 |

| Borussia Dortmund   | 3 - 3                                                          | Paderborn 07             | Signal Iduna Park              | 22 de noviembre | 20:30 |
| Bayer Leverkusen    | 1 - 1 Archivado el 27 de noviembre de 2020 en Wayback Machine. | Friburgo                 | BayArena                       | 23 de noviembre | 15:30 |
| Eintracht Frankfurt | 0 - 2                                                          | Wolfsburgo               | Commerzbank-Arena              | 23 de noviembre | 15:30 |
| Werder Bremen       | 1 - 2                                                          | Schalke 04               | Weserstadion                   | 23 de noviembre | 15:30 |
| Fortuna Düsseldorf  | 0 - 4                                                          | Bayern Múnich            | Merkur Spiel-Arena             | 23 de noviembre | 15:30 |
| Union Berlín        | 2 - 0 Archivado el 6 de diciembre de 2019 en Wayback Machine.  | Borussia Mönchengladbach | Stadion An der Alten Försterei | 23 de noviembre | 15:30 |
| RB Leipzig          | 4 - 1                                                          | Colonia                  | Red Bull Arena                 | 23 de noviembre | 18:30 |
| Augsburgo           | 4 - 0                                                          | Hertha Berlín            | WWK Arena                      | 24 de noviembre | 15:30 |
| Hoffenheim          | 1 - 5 Archivado el 6 de diciembre de 2019 en Wayback Machine.  | Mainz 05                 | PreZero Arena                  | 24 de noviembre | 18:00 |

| Schalke 04               | 2 - 1                                                         | Union Berlín        | Veltins-Arena       | 29 de noviembre | 20:30 |
| Hoffenheim               | 1 - 1 Archivado el 8 de diciembre de 2019 en Wayback Machine. | Fortuna Düsseldorf  | PreZero Arena       | 30 de noviembre | 15:30 |
| Hertha Berlín            | 1 - 2                                                         | Borussia Dortmund   | Olímpico de Berlín  | 30 de noviembre | 15:30 |
| Colonia                  | 1 - 1                                                         | Augsburgo           | RheinEnergieStadion | 30 de noviembre | 15:30 |
| Paderborn 07             | 2 - 3                                                         | RB Leipzig          | Benteler-Arena      | 30 de noviembre | 15:30 |
| Bayern Múnich            | 1 - 2                                                         | Bayer Leverkusen    | Allianz Arena       | 30 de noviembre | 18:30 |
| Borussia Mönchengladbach | 4 - 2 Archivado el 8 de diciembre de 2019 en Wayback Machine. | Friburgo            | Borussia-Park       | 1 de diciembre  | 15:30 |
| Wolfsburgo               | 2 - 3                                                         | Werder Bremen       | Volkswagen Arena    | 1 de diciembre  | 18:00 |
| Mainz 05                 | 2 - 1                                                         | Eintracht Frankfurt | Opel Arena          | 2 de diciembre  | 20:30 |

| Eintracht Frankfurt      | 2 - 2                                                          | Hertha Berlín      | Commerzbank-Arena              | 6 de diciembre | 20:30 |
| Borussia Dortmund        | 5 - 0                                                          | Fortuna Düsseldorf | Signal Iduna Park              | 7 de diciembre | 15:30 |
| RB Leipzig               | 3 - 1 Archivado el 8 de diciembre de 2019 en Wayback Machine.  | Hoffenheim         | Red Bull Arena                 | 7 de diciembre | 15:30 |
| Borussia Mönchengladbach | 2 - 1 Archivado el 30 de noviembre de 2020 en Wayback Machine. | Bayern Múnich      | Borussia-Park                  | 7 de diciembre | 15:30 |
| Friburgo                 | 1 - 0 Archivado el 8 de diciembre de 2019 en Wayback Machine.  | Wolfsburgo         | Schwarzwald-Stadion            | 7 de diciembre | 15:30 |
| Augsburgo                | 2 - 1                                                          | Mainz 05           | WWK Arena                      | 7 de diciembre | 15:30 |
| Bayer Leverkusen         | 2 - 1                                                          | Schalke 04         | BayArena                       | 7 de diciembre | 18:30 |
| Union Berlín             | 2 - 0                                                          | Colonia            | Stadion An der Alten Försterei | 8 de diciembre | 15:30 |
| Werder Bremen            | 0 - 1                                                          | Paderborn 07       | Weserstadion                   | 8 de diciembre | 18:00 |

| Hoffenheim         | 2 - 4 (enlace roto disponible en Internet Archive; véase el historial, la primera versión y la última). | Augsburgo                | PreZero Arena       | 13 de diciembre | 20:30 |
| Bayern Múnich      | 6 - 1                                                                                                   | Werder Bremen            | Allianz Arena       | 14 de diciembre | 15:30 |
| Hertha Berlín      | 1 - 0 (enlace roto disponible en Internet Archive; véase el historial, la primera versión y la última). | Friburgo                 | Olímpico de Berlín  | 14 de diciembre | 15:30 |
| Mainz 05           | 0 - 4                                                                                                   | Borussia Dortmund        | Opel Arena          | 14 de diciembre | 15:30 |
| Colonia            | 2 - 0                                                                                                   | Bayer Leverkusen         | RheinEnergieStadion | 14 de diciembre | 15:30 |
| Paderborn 07       | 1 - 1                                                                                                   | Union Berlín             | Benteler-Arena      | 14 de diciembre | 15:30 |
| Fortuna Düsseldorf | 0 - 3                                                                                                   | RB Leipzig               | Merkur Spiel-Arena  | 14 de diciembre | 18:30 |
| Wolfsburgo         | 2 - 1 (enlace roto disponible en Internet Archive; véase el historial, la primera versión y la última). | Borussia Mönchengladbach | Volkswagen Arena    | 15 de diciembre | 15:30 |
| Schalke 04         | 1 - 0                                                                                                   | Eintracht Frankfurt      | Veltins-Arena       | 15 de diciembre | 18:00 |

| Werder Bremen            | 0 - 5                                                                                                   | Mainz 05           | Weserstadion                   | 17 de diciembre | 18:30 |
| Borussia Dortmund        | 3 - 3                                                                                                   | RB Leipzig         | Signal Iduna Park              | 17 de diciembre | 20:30 |
| Augsburgo                | 3 - 0                                                                                                   | Fortuna Düsseldorf | WWK Arena                      | 17 de diciembre | 20:30 |
| Union Berlín             | 0 - 2 (enlace roto disponible en Internet Archive; véase el historial, la primera versión y la última). | Hoffenheim         | Stadion An der Alten Försterei | 17 de diciembre | 20:30 |
| Bayer Leverkusen         | 0 - 1                                                                                                   | Hertha Berlín      | BayArena                       | 18 de diciembre | 18:30 |
| Borussia Mönchengladbach | 2 - 0 (enlace roto disponible en Internet Archive; véase el historial, la primera versión y la última). | Paderborn 07       | Borussia-Park                  | 18 de diciembre | 20:30 |
| Wolfsburgo               | 1 - 1                                                                                                   | Schalke 04         | Volkswagen Arena               | 18 de diciembre | 20:30 |
| Eintracht Frankfurt      | 2 - 4                                                                                                   | Colonia            | Commerzbank-Arena              | 18 de diciembre | 20:30 |
| Friburgo                 | 1 - 3 Archivado el 20 de diciembre de 2019 en Wayback Machine.                                          | Bayern Múnich      | Schwarzwald-Stadion            | 18 de diciembre | 20:30 |

| Hoffenheim         | 2 - 1 Archivado el 27 de noviembre de 2020 en Wayback Machine.                                          | Borussia Dortmund        | PreZero Arena       | 20 de diciembre | 20:30 |
| Bayern Múnich      | 2 - 0                                                                                                   | Wolfsburgo               | Allianz Arena       | 21 de diciembre | 15:30 |
| RB Leipzig         | 3 - 1                                                                                                   | Augsburgo                | Red Bull Arena      | 21 de diciembre | 15:30 |
| Mainz 05           | 0 - 1                                                                                                   | Bayer Leverkusen         | Opel Arena          | 21 de diciembre | 15:30 |
| Schalke 04         | 2 - 2 (enlace roto disponible en Internet Archive; véase el historial, la primera versión y la última). | Friburgo                 | Veltins-Arena       | 21 de diciembre | 15:30 |
| Colonia            | 1 - 0                                                                                                   | Werder Bremen            | RheinEnergieStadion | 21 de diciembre | 15:30 |
| Hertha Berlín      | 0 - 0 (enlace roto disponible en Internet Archive; véase el historial, la primera versión y la última). | Borussia Mönchengladbach | Olímpico de Berlín  | 21 de diciembre | 18:30 |
| Fortuna Düsseldorf | 2 - 1                                                                                                   | Union Berlín             | Merkur Spiel-Arena  | 22 de diciembre | 15:30 |
| Paderborn 07       | 2 - 1                                                                                                   | Eintracht Frankfurt      | Benteler-Arena      | 22 de diciembre | 18:00 |

### Segunda vuelta
| Schalke 04         | 2 - 0 Archivado el 2 de febrero de 2021 en Wayback Machine. | Borussia Mönchengladbach | Veltins-Arena       | 17 de enero | 20:30 |
| Hoffenheim         | 1 - 2 Archivado el 27 de enero de 2020 en Wayback Machine.  | Eintracht Frankfurt      | PreZero Arena       | 18 de enero | 15:30 |
| Fortuna Düsseldorf | 0 - 1                                                       | Werder Bremen            | Merkur Spiel-Arena  | 18 de enero | 15:30 |
| Mainz 05           | 1 - 2 Archivado el 27 de enero de 2020 en Wayback Machine.  | Friburgo                 | Opel Arena          | 18 de enero | 15:30 |
| Augsburgo          | 3 - 5                                                       | Borussia Dortmund        | WWK Arena           | 18 de enero | 15:30 |
| Colonia            | 3 - 1                                                       | Wolfsburgo               | RheinEnergieStadion | 18 de enero | 15:30 |
| RB Leipzig         | 3 - 1                                                       | Union Berlín             | Red Bull Arena      | 18 de enero | 18:30 |
| Hertha Berlín      | 0 - 4                                                       | Bayern Múnich            | Olímpico de Berlín  | 19 de enero | 15:30 |
| Paderborn 07       | 1 - 4                                                       | Bayer Leverkusen         | Benteler-Arena      | 19 de enero | 18:00 |

| Borussia Dortmund        | 5 - 1                                                      | Colonia            | Signal Iduna Park              | 24 de enero | 20:30 |
| Borussia Mönchengladbach | 3 - 1 Archivado el 28 de enero de 2020 en Wayback Machine. | Mainz 05           | Borussia-Park                  | 25 de enero | 15:30 |
| Wolfsburgo               | 1 - 2                                                      | Hertha Berlín      | Volkswagen Arena               | 25 de enero | 15:30 |
| Eintracht Frankfurt      | 2 - 0                                                      | RB Leipzig         | Commerzbank-Arena              | 25 de enero | 15:30 |
| Friburgo                 | 0 - 2 Archivado el 28 de enero de 2020 en Wayback Machine. | Paderborn 07       | Schwarzwald-Stadion            | 25 de enero | 15:30 |
| Union Berlín             | 2 - 0                                                      | Augsburgo          | Stadion An der Alten Försterei | 25 de enero | 15:30 |
| Bayern Múnich            | 5 - 0                                                      | Schalke 04         | Allianz Arena                  | 25 de enero | 18:30 |
| Werder Bremen            | 0 - 3 Archivado el 28 de enero de 2020 en Wayback Machine. | Hoffenheim         | Weserstadion                   | 26 de enero | 15:30 |
| Bayer Leverkusen         | 3 - 0                                                      | Fortuna Düsseldorf | BayArena                       | 26 de enero | 18:00 |

| Hertha Berlín      | 0 - 0                                                                                                   | Schalke 04               | Olímpico de Berlín  | 31 de enero  | 20:30 |
| Borussia Dortmund  | 5 - 0                                                                                                   | Union Berlín             | Signal Iduna Park   | 1 de febrero | 15:30 |
| Hoffenheim         | 2 - 1 (enlace roto disponible en Internet Archive; véase el historial, la primera versión y la última). | Bayer Leverkusen         | PreZero Arena       | 1 de febrero | 15:30 |
| Fortuna Düsseldorf | 1 - 1                                                                                                   | Eintracht Frankfurt      | Merkur Spiel-Arena  | 1 de febrero | 15:30 |
| Mainz 05           | 1 - 3                                                                                                   | Bayern Múnich            | Opel Arena          | 1 de febrero | 15:30 |
| Augsburgo          | 2 - 1                                                                                                   | Werder Bremen            | WWK Arena           | 1 de febrero | 15:30 |
| RB Leipzig         | 2 - 2 (enlace roto disponible en Internet Archive; véase el historial, la primera versión y la última). | Borussia Mönchengladbach | Red Bull Arena      | 1 de febrero | 18:30 |
| Colonia            | 4 - 0 (enlace roto disponible en Internet Archive; véase el historial, la primera versión y la última). | Friburgo                 | RheinEnergieStadion | 2 de febrero | 15:30 |
| Paderborn 07       | 2 - 4                                                                                                   | Wolfsburgo               | Benteler-Arena      | 2 de febrero | 18:00 |

| Eintracht Frankfurt      | 5 - 0                                                                                                   | Augsburgo          | Commerzbank-Arena   | 7 de febrero | 20:30 |
| Wolfsburgo               | 1 - 1                                                                                                   | Fortuna Düsseldorf | Volkswagen Arena    | 8 de febrero | 15:30 |
| Werder Bremen            | 0 - 2                                                                                                   | Union Berlín       | Weserstadion        | 8 de febrero | 15:30 |
| Hertha Berlín            | 1 - 3                                                                                                   | Mainz 05           | Olímpico de Berlín  | 8 de febrero | 15:30 |
| Friburgo                 | 1 - 0 (enlace roto disponible en Internet Archive; véase el historial, la primera versión y la última). | Hoffenheim         | Schwarzwald-Stadion | 8 de febrero | 15:30 |
| Schalke 04               | 1 - 1                                                                                                   | Paderborn 07       | Veltins-Arena       | 8 de febrero | 15:30 |
| Bayer Leverkusen         | 4 - 3                                                                                                   | Borussia Dortmund  | BayArena            | 8 de febrero | 18:30 |
| Bayern Múnich            | 0 - 0                                                                                                   | RB Leipzig         | Allianz Arena       | 9 de febrero | 18:00 |
| Borussia Mönchengladbach | 2 - 1 (enlace roto disponible en Internet Archive; véase el historial, la primera versión y la última). | Colonia            | Borussia-Park       | 11 de marzo  | 18:30 |

| Borussia Dortmund  | 4 - 0                                                                                                   | Eintracht Frankfurt      | Signal Iduna Park              | 14 de febrero | 20:30 |
| RB Leipzig         | 3 - 0                                                                                                   | Werder Bremen            | Red Bull Arena                 | 15 de febrero | 15:30 |
| Hoffenheim         | 2 - 3 (enlace roto disponible en Internet Archive; véase el historial, la primera versión y la última). | Wolfsburgo               | PreZero Arena                  | 15 de febrero | 15:30 |
| Augsburgo          | 1 - 1 (enlace roto disponible en Internet Archive; véase el historial, la primera versión y la última). | Friburgo                 | WWK Arena                      | 15 de febrero | 15:30 |
| Paderborn 07       | 1 - 2                                                                                                   | Hertha Berlín            | Benteler-Arena                 | 15 de febrero | 15:30 |
| Union Berlín       | 2 - 3                                                                                                   | Bayer Leverkusen         | Stadion An der Alten Försterei | 15 de febrero | 15:30 |
| Fortuna Düsseldorf | 1 - 4 (enlace roto disponible en Internet Archive; véase el historial, la primera versión y la última). | Borussia Mönchengladbach | Merkur Spiel-Arena             | 15 de febrero | 18:30 |
| Colonia            | 1 - 4                                                                                                   | Bayern Múnich            | RheinEnergieStadion            | 16 de febrero | 15:30 |
| Mainz 05           | 0 - 0                                                                                                   | Schalke 04               | Opel Arena                     | 16 de febrero | 18:00 |

| Bayern Múnich            | 3 - 2                                                                                                   | Paderborn 07       | Allianz Arena       | 21 de febrero | 20:30 |
| Borussia Mönchengladbach | 1 - 1 (enlace roto disponible en Internet Archive; véase el historial, la primera versión y la última). | Hoffenheim         | Borussia-Park       | 22 de febrero | 15:30 |
| Werder Bremen            | 0 - 2                                                                                                   | Borussia Dortmund  | Weserstadion        | 22 de febrero | 15:30 |
| Hertha Berlín            | 0 - 5                                                                                                   | Colonia            | Olímpico de Berlín  | 22 de febrero | 15:30 |
| Friburgo                 | 0 - 2 (enlace roto disponible en Internet Archive; véase el historial, la primera versión y la última). | Fortuna Düsseldorf | Schwarzwald-Stadion | 22 de febrero | 15:30 |
| Schalke 04               | 0 - 5                                                                                                   | RB Leipzig         | Veltins-Arena       | 22 de febrero | 18:30 |
| Bayer Leverkusen         | 2 - 0                                                                                                   | Augsburgo          | BayArena            | 23 de febrero | 15:30 |
| Wolfsburgo               | 4 - 0                                                                                                   | Mainz 05           | Volkswagen Arena    | 23 de febrero | 18:00 |
| Eintracht Frankfurt      | 1 - 2                                                                                                   | Union Berlín       | Commerzbank-Arena   | 24 de febrero | 20:30 |

| Fortuna Düsseldorf | 3 - 3                                                                                                   | Hertha Berlín            | Merkur Spiel-Arena             | 28 de febrero | 20:30 |
| Borussia Dortmund  | 1 - 0 (enlace roto disponible en Internet Archive; véase el historial, la primera versión y la última). | Friburgo                 | Signal Iduna Park              | 29 de febrero | 15:30 |
| Hoffenheim         | 0 - 6 (enlace roto disponible en Internet Archive; véase el historial, la primera versión y la última). | Bayern Múnich            | PreZero Arena                  | 29 de febrero | 15:30 |
| Mainz 05           | 2 - 0                                                                                                   | Paderborn 07             | Opel Arena                     | 29 de febrero | 15:30 |
| Augsburgo          | 2 - 3 (enlace roto disponible en Internet Archive; véase el historial, la primera versión y la última). | Borussia Mönchengladbach | WWK Arena                      | 29 de febrero | 15:30 |
| Colonia            | 3 - 0                                                                                                   | Schalke 04               | RheinEnergieStadion            | 29 de febrero | 18:30 |
| Union Berlín       | 2 - 2                                                                                                   | Wolfsburgo               | Stadion An der Alten Försterei | 1 de marzo    | 13:30 |
| RB Leipzig         | 1 - 1                                                                                                   | Bayer Leverkusen         | Red Bull Arena                 | 1 de marzo    | 15:30 |
| Werder Bremen      | 0 - 3                                                                                                   | Eintracht Frankfurt      | Weserstadion                   | 3 de junio    | 20:30 |

| Paderborn 07             | 1 - 2                                                                                                   | Colonia             | Benteler-Arena      | 6 de marzo | 20:30 |
| Bayer Leverkusen         | 4 - 0                                                                                                   | Eintracht Frankfurt | BayArena            | 7 de marzo | 15:30 |
| Wolfsburgo               | 0 - 0                                                                                                   | RB Leipzig          | Volkswagen Arena    | 7 de marzo | 15:30 |
| Hertha Berlín            | 2 - 2                                                                                                   | Werder Bremen       | Olímpico de Berlín  | 7 de marzo | 15:30 |
| Friburgo                 | 3 - 1 (enlace roto disponible en Internet Archive; véase el historial, la primera versión y la última). | Union Berlín        | Schwarzwald-Stadion | 7 de marzo | 15:30 |
| Schalke 04               | 1 - 1 (enlace roto disponible en Internet Archive; véase el historial, la primera versión y la última). | Hoffenheim          | Veltins-Arena       | 7 de marzo | 15:30 |
| Borussia Mönchengladbach | 1 - 2 (enlace roto disponible en Internet Archive; véase el historial, la primera versión y la última). | Borussia Dortmund   | Borussia-Park       | 7 de marzo | 18:30 |
| Bayern Múnich            | 2 - 0                                                                                                   | Augsburgo           | Allianz Arena       | 8 de marzo | 15:30 |
| Mainz 05                 | 1 - 1                                                                                                   | Fortuna Düsseldorf  | Opel Arena          | 8 de marzo | 18:00 |

| Fortuna Düsseldorf  | 0 - 0                                                        | Paderborn 07             | Merkur Spiel-Arena             | 16 de mayo | 15:30 |
| Borussia Dortmund   | 4 - 0                                                        | Schalke 04               | Signal Iduna Park              | 16 de mayo | 15:30 |
| RB Leipzig          | 1 - 1 Archivado el 27 de enero de 2021 en Wayback Machine.   | Friburgo                 | Red Bull Arena                 | 16 de mayo | 15:30 |
| Augsburgo           | 1 - 2                                                        | Wolfsburgo               | WWK Arena                      | 16 de mayo | 15:30 |
| Hoffenheim          | 0 - 3 Archivado el 29 de junio de 2020 en Wayback Machine.   | Hertha Berlín            | PreZero Arena                  | 16 de mayo | 15:30 |
| Eintracht Frankfurt | 1 - 3 Archivado el 21 de octubre de 2020 en Wayback Machine. | Borussia Mönchengladbach | Commerzbank-Arena              | 16 de mayo | 18:30 |
| Colonia             | 2 - 2                                                        | Mainz 05                 | RheinEnergieStadion            | 17 de mayo | 15:30 |
| Union Berlín        | 0 - 2                                                        | Bayern Múnich            | Stadion An der Alten Försterei | 17 de mayo | 18:00 |
| Werder Bremen       | 1 - 4                                                        | Bayer Leverkusen         | Weserstadion                   | 18 de mayo | 20:30 |

| Hertha Berlín            | 4 - 0                                                          | Union Berlín        | Olímpico de Berlín  | 22 de mayo | 20:30 |
| Friburgo                 | 0 - 1 Archivado el 25 de junio de 2020 en Wayback Machine.     | Werder Bremen       | Schwarzwald-Stadion | 23 de mayo | 15:30 |
| Paderborn 07             | 1 - 1 Archivado el 26 de noviembre de 2020 en Wayback Machine. | Hoffenheim          | Benteler-Arena      | 23 de mayo | 15:30 |
| Borussia Mönchengladbach | 1 - 3 Archivado el 26 de enero de 2021 en Wayback Machine.     | Bayer Leverkusen    | Borussia-Park       | 23 de mayo | 15:30 |
| Wolfsburgo               | 0 - 2                                                          | Borussia Dortmund   | Volkswagen Arena    | 23 de mayo | 15:30 |
| Bayern Múnich            | 5 - 2                                                          | Eintracht Frankfurt | Allianz Arena       | 23 de mayo | 18:30 |
| Schalke 04               | 0 - 3                                                          | Augsburgo           | Veltins-Arena       | 24 de mayo | 13:30 |
| Mainz 05                 | 0 - 5                                                          | RB Leipzig          | Opel Arena          | 24 de mayo | 15:30 |
| Colonia                  | 2 - 2                                                          | Fortuna Düsseldorf  | RheinEnergieStadion | 24 de mayo | 18:00 |

| Borussia Dortmund   | 0 - 1                                                       | Bayern Múnich            | Signal Iduna Park              | 26 de mayo | 18:30 |
| Eintracht Frankfurt | 3 - 3 Archivado el 8 de octubre de 2020 en Wayback Machine. | Friburgo                 | Commerzbank-Arena              | 26 de mayo | 20:30 |
| Werder Bremen       | 0 - 0 Archivado el 26 de junio de 2020 en Wayback Machine.  | Borussia Mönchengladbach | Weserstadion                   | 26 de mayo | 20:30 |
| Bayer Leverkusen    | 1 - 4                                                       | Wolfsburgo               | BayArena                       | 26 de mayo | 20:30 |
| RB Leipzig          | 2 - 2                                                       | Hertha Berlín            | Red Bull Arena                 | 27 de mayo | 18:30 |
| Hoffenheim          | 3 - 1                                                       | Colonia                  | PreZero Arena                  | 27 de mayo | 20:30 |
| Augsburgo           | 0 - 0                                                       | Paderborn 07             | WWK Arena                      | 27 de mayo | 20:30 |
| Union Berlín        | 1 - 1                                                       | Mainz 05                 | Stadion An der Alten Försterei | 27 de mayo | 20:30 |
| Fortuna Düsseldorf  | 2 - 1                                                       | Schalke 04               | Merkur Spiel-Arena             | 27 de mayo | 20:30 |

| Friburgo                | 0 - 1 Archivado el 21 de octubre de 2020 en Wayback Machine. | Bayer Leverkusen    | Schwarzwald-Stadion | 29 de mayo | 20:30 |
| Wolfsburgo              | 1 - 2                                                        | Eintracht Frankfurt | Volkswagen Arena    | 30 de mayo | 15:30 |
| Hertha Berlín           | 2 - 0                                                        | Augsburgo           | Olímpico de Berlín  | 30 de mayo | 15:30 |
| Mainz 05                | 0 - 1 Archivado el 1 de octubre de 2020 en Wayback Machine.  | Hoffenheim          | Opel Arena          | 30 de mayo | 15:30 |
| Schalke 04              | 0 - 1                                                        | Werder Bremen       | Veltins-Arena       | 30 de mayo | 15:30 |
| Bayern Múnich           | 5 - 0                                                        | Fortuna Düsseldorf  | Allianz Arena       | 30 de mayo | 18:30 |
| Borussia Mönchegladbach | 4 - 1 Archivado el 26 de enero de 2021 en Wayback Machine.   | Union Berlín        | Borussia-Park       | 31 de mayo | 15:30 |
| Paderborn 07            | 1 - 6                                                        | Borussia Dortmund   | Benteler-Arena      | 31 de mayo | 18:00 |
| Colonia                 | 2 - 4                                                        | RB Leipzig          | RheinEnergieStadion | 1 de junio | 20:30 |

| Friburgo            | 1 - 0 Archivado el 8 de junio de 2020 en Wayback Machine.      | Borussia Mönchengladbach | Schwarzwald-Stadion            | 5 de junio | 20:30 |
| RB Leipzig          | 1 - 1                                                          | Paderborn 07             | Red Bull Arena                 | 6 de junio | 15:30 |
| Bayer Leverkusen    | 2 - 4                                                          | Bayern Múnich            | BayArena                       | 6 de junio | 15:30 |
| Eintracht Frankfurt | 0 - 2                                                          | Mainz 05                 | Commerzbank-Arena              | 6 de junio | 15:30 |
| Fortuna Düsseldorf  | 2 - 2 Archivado el 8 de septiembre de 2020 en Wayback Machine. | Hoffenheim               | Merkur Spiel-Arena             | 6 de junio | 15:30 |
| Borussia Dortmund   | 1 - 0                                                          | Hertha Berlín            | Signal Iduna Park              | 6 de junio | 18:30 |
| Werder Bremen       | 0 - 1                                                          | Wolfsburgo               | Weserstadion                   | 7 de junio | 13:30 |
| Union Berlín        | 1 - 1                                                          | Schalke 04               | Stadion An der Alten Försterei | 7 de junio | 15:30 |
| Augsburgo           | 1 - 1                                                          | Colonia                  | WWK Arena                      | 7 de junio | 18:00 |

| Hoffenheim         | 0 - 2 Archivado el 1 de marzo de 2021 en Wayback Machine.       | RB Leipzig               | PreZero Arena       | 12 de junio | 20:30 |
| Wolfsburgo         | 2 - 2 Archivado el 11 de julio de 2021 en Wayback Machine.      | Friburgo                 | Volkswagen Arena    | 13 de junio | 15:30 |
| Fortuna Düsseldorf | 0 - 1                                                           | Borussia Dortmund        | Merkur Spiel-Arena  | 13 de junio | 15:30 |
| Hertha Berlín      | 1 - 4                                                           | Eintracht Frankfurt      | Olímpico de Berlín  | 13 de junio | 15:30 |
| Colonia            | 1 - 2                                                           | Union Berlín             | RheinEnergieStadion | 13 de junio | 15:30 |
| Paderborn 07       | 1 - 5                                                           | Werder Bremen            | Benteler-Arena      | 13 de junio | 15:30 |
| Bayern Múnich      | 2 - 1 Archivado el 19 de septiembre de 2020 en Wayback Machine. | Borussia Mönchengladbach | Allianz Arena       | 13 de junio | 18:30 |
| Mainz 05           | 0 - 1                                                           | Augsburgo                | Opel Arena          | 14 de junio | 15:30 |
| Schalke 04         | 1 - 1                                                           | Bayer Leverkusen         | Veltins-Arena       | 14 de junio | 18:00 |

| Borussia Mönchengladbach | 3 - 0 Archivado el 31 de octubre de 2020 en Wayback Machine. | Wolfsburgo         | Borussia-Park                  | 16 de junio | 18:30 |
| Werder Bremen            | 0 - 1                                                        | Bayern Múnich (C)  | Weserstadion                   | 16 de junio | 20:30 |
| Friburgo                 | 2 - 1 Archivado el 21 de junio de 2020 en Wayback Machine.   | Hertha Berlín      | Schwarzwald-Stadion            | 16 de junio | 20:30 |
| Union Berlín             | 1 - 0                                                        | Paderborn 07       | Stadion An der Alten Försterei | 16 de junio | 20:30 |
| Eintracht Frankfurt      | 2 - 1                                                        | Schalke 04         | Commerzbank-Arena              | 17 de junio | 18:30 |
| Borussia Dortmund        | 0 - 2                                                        | Mainz 05           | Signal Iduna Park              | 17 de junio | 20:30 |
| RB Leipzig               | 2 - 2                                                        | Fortuna Düsseldorf | Red Bull Arena                 | 17 de junio | 20:30 |
| Bayer Leverkusen         | 3 - 1                                                        | Colonia            | BayArena                       | 17 de junio | 20:30 |
| Augsburgo                | 1 - 3 Archivado el 21 de junio de 2020 en Wayback Machine.   | Hoffenheim         | WWK Arena                      | 17 de junio | 20:30 |

| Bayern Múnich      | 3 - 1 Archivado el 28 de febrero de 2021 en Wayback Machine.   | Friburgo                 | Allianz Arena       | 20 de junio | 15:30 |
| RB Leipzig         | 0 - 2                                                          | Borussia Dortmund        | Red Bull Arena      | 20 de junio | 15:30 |
| Hoffenheim         | 4 - 0 Archivado el 30 de noviembre de 2020 en Wayback Machine. | Union Berlín             | PreZero Arena       | 20 de junio | 15:30 |
| Fortuna Düsseldorf | 1 - 1                                                          | Augsburgo                | Merkur Spiel-Arena  | 20 de junio | 15:30 |
| Hertha Berlín      | 2 - 0                                                          | Bayer Leverkusen         | Olímpico de Berlín  | 20 de junio | 15:30 |
| Mainz 05           | 3 - 1                                                          | Werder Bremen            | Opel Arena          | 20 de junio | 15:30 |
| Schalke 04         | 1 - 4                                                          | Wolfsburgo               | Veltins-Arena       | 20 de junio | 15:30 |
| Colonia            | 1 - 1                                                          | Eintracht Frankfurt      | RheinEnergieStadion | 20 de junio | 15:30 |
| Paderborn 07       | 1 - 3 Archivado el 14 de junio de 2021 en Wayback Machine.     | Borussia Mönchengladbach | Benteler-Arena      | 20 de junio | 15:30 |

| Borussia Dortmund        | 0 - 4 Archivado el 22 de octubre de 2020 en Wayback Machine.    | Hoffenheim         | Signal Iduna Park              | 27 de junio | 15:30 |
| Bayer Leverkusen         | 1 - 0                                                           | Mainz 05           | BayArena                       | 27 de junio | 15:30 |
| Borussia Mönchengladbach | 2 - 1 Archivado el 18 de septiembre de 2020 en Wayback Machine. | Hertha Berlín      | Borussia-Park                  | 27 de junio | 15:30 |
| Wolfsburgo               | 0 - 4                                                           | Bayern Múnich      | Volkswagen Arena               | 27 de junio | 15:30 |
| Eintracht Frankfurt      | 3 - 2                                                           | Paderborn 07       | Commerzbank-Arena              | 27 de junio | 15:30 |
| Werder Bremen            | 6 - 1                                                           | Colonia            | Weserstadion                   | 27 de junio | 15:30 |
| Friburgo                 | 4 - 0 Archivado el 24 de marzo de 2021 en Wayback Machine.      | Schalke 04         | Schwarzwald-Stadion            | 27 de junio | 15:30 |
| Augsburgo                | 1 - 2                                                           | RB Leipzig         | WWK Arena                      | 27 de junio | 15:30 |
| Union Berlín             | 3 - 0                                                           | Fortuna Düsseldorf | Stadion An der Alten Försterei | 27 de junio | 15:30 |

### Campeón
| Bundesliga                |
|                           |
| Bayern Múnich 30.° título |

## Play-off de ascenso y descenso
- Los horarios corresponden al huso horario de Alemania (Hora central europea): UTC+2 en horario de verano.

| 2 de julio de 2020, 20:30 | Werder Bremen | 0:0         | Heidenheim | Weserstadion, Bremen                                |                                                     |
|                           |               | DFB Reporte |            | Asistencia: 0 espectadores Árbitro(s): Felix Zwayer | Asistencia: 0 espectadores Árbitro(s): Felix Zwayer |

| 6 de julio de 2020, 20:30 | Heidenheim                   | 2:2 (0:1)   | Werder Bremen                             | Voith-Arena, Heidenheim an der Brenz               |                                                    |
|                           | Kleindienst 85' 90+7' (pen.) | DFB Reporte | Theuerkauf 3' (a.g.) · Augustinsson 90+4' | Asistencia: 0 espectadores Árbitro(s): Felix Brych | Asistencia: 0 espectadores Árbitro(s): Felix Brych |

- Werder Bremen empató en el resultado global con un marcador de 2:2 y gracias a la regla del gol de visitante logró la permanencia en la 1. Bundesliga para la siguiente temporada.

## Estadísticas
- Actualizado el 20 de julio de 2020

### Goleadores
| Jugador               | Equipo              | Goles | Partidos | Promedio |
| --------------------- | ------------------- | ----- | -------- | -------- |
| Robert Lewandowski    | Bayern Múnich       | 34    | 31       | 1.10     |
| Timo Werner           | RB Leipzig          | 28    | 34       | 0.8      |
| Jadon Sancho          | Borussia Dortmund   | 17    | 32       | 0.53     |
| Wout Weghorst         | VfL Wolfsburg       | 16    | 32       | 0.5      |
| Rouwen Hennings       | Fortuna Düsseldorf  | 15    | 32       | 0.47     |
| Erling Braut Haaland  | Borussia Dortmund   | 13    | 15       | 0.87     |
| Jhon Córdoba          | Colonia             | 13    | 29       | 0.45     |
| Robin Quaison         | Mainz 05            | 13    | 32       | 0.41     |
| Florian Niederlechner | Augsburgo           | 13    | 33       | 0.39     |
| Andrej Kramarić       | TSG Hoffenheim      | 12    | 19       | 0.63     |
| André Silva           | Eintracht Frankfurt | 12    | 25       | 0.48     |
| Kai Havertz           | Bayer Leverkusen    | 12    | 30       | 0.4      |

### Máximos asistentes
| Jugador            | Equipo                  | Asistencias | Partidos | Promedio |
| ------------------ | ----------------------- | ----------- | -------- | -------- |
| Thomas Müller      | Bayern Múnich           | 21          | 33       | 0.64     |
| Jadon Sancho       | Borussia Dortmund       | 16          | 32       | 0.5      |
| Christopher Nkunku | RB Leipzig              | 13          | 32       | 0.41     |
| Thorgan Hazard     | Borussia Dortmund       | 13          | 33       | 0.39     |
| Filip Kostić       | Eintracht Frankfurt     | 11          | 33       | 0.33     |
| Alassane Pléa      | Borussia Mönchegladbach | 10          | 27       | 0.37     |
| Serge Gnabry       | Bayern Múnich           | 10          | 31       | 0.32     |
| Achraf Hakimi      | Borussia Dortmund       | 10          | 33       | 0.3      |

### Récords de goles
- Primer gol de la temporada: Robert Lewandowski del Bayern Múnich contra el Hertha Berlín. Empate 2:2 (16 de agosto de 2019).
- Último gol de la temporada: Vedad Ibišević del Hertha Berlín contra el Borussia Mönchengladbach. Derrota 2:1 (27 de junio de 2020).
- Gol más rápido: Alassane Pléa del Borussia Mönchengladbach contra el Eintracht Frankfurt a los 36 segundos. Victoria 3:1 (16 de mayo de 2020).
- Gol más cercano al final del encuentro:
- Mayor victoria (de local): RB Leipzig 8:0 Mainz, Jornada 10 (2 de noviembre de 2019).
- Mayor victoria (de visitante): Hoffenheim 0:6 Bayern Múnich, Jornada 24 (29 de febrero de 2020).
- Mayor cantidad de goles en un partido: 8 goles: RB Leipzig 8:0 Mainz, Jornada 10 (2 de noviembre de 2019)| Augsburgo 3:5 Borussia Dortmund, Jornada 18 (18 de enero de 2020).
- Clubes con mayor cantidad de goles en contra: Hertha Berlín y Borussia Dortmund (2).
- Club con mayor cantidad de goles contra a favor: Bayer Leverkusen (3).

### Tripletes o más
A continuación se detallan los tripletes conseguidos a lo largo de la temporada.
| Fecha      | Jugador             | Goles         | Local                    |                                        | Resultado |                                        | Visitante          | Rep.       |
| ---------- | ------------------- | ------------- | ------------------------ | -------------------------------------- | --------- | -------------------------------------- | ------------------ | ---------- |
| 24/08/2019 | Robert Lewandowski  | 20' 50' 75'   | Schalke 04               | Bandera de Renania del Norte-Westfalia | 0 – 3     | Bandera del Estado Libre de Baviera    | Bayern Múnich      | Jornada 2  |
| 30/08/2019 | Timo Werner         | 38' 47' 90+4' | Borussia Mönchengladbach | Bandera de Renania del Norte-Westfalia | 1 – 3     | Bandera de Sajonia                     | RB Leipzig         | Jornada 3  |
| 2/11/2019  | Timo Werner         | 30' 48' 87'   | RB Leipzig               | Bandera de Sajonia                     | 8 – 0     |                                        | Mainz 05           | Jornada 10 |
| 9/11/2019  | Rouwen Hennings     | 62' 74' 85'   | Schalke 04               | Bandera de Renania del Norte-Westfalia | 3 – 3     | Bandera de Renania del Norte-Westfalia | Fortuna Düsseldorf | Jornada 11 |
| 14/12/2019 | Philippe Coutinho   | 45' 63' 78'   | Bayern Múnich            | Bandera del Estado Libre de Baviera    | 6 – 1     | Bandera de Bremen (estado)             | Werder Bremen      | Jornada 15 |
| 17/12/2019 | Robin Quaison       | 10' 19' 38'   | Werder Bremen            | Bandera de Bremen (estado)             | 0 – 5     |                                        | Mainz 05           | Jornada 16 |
| 18/01/2020 | Erling Braut Håland | 59' 70' 79'   | Augsburgo                | Bandera del Estado Libre de Baviera    | 3 – 5     | Bandera de Renania del Norte-Westfalia | Borussia Dortmund  | Jornada 18 |

## Fichajes

### Fichajes más caros del mercado de verano
| Pos. | Jugador         | Club de destino     | Club de origen      | Precio (€) |
| ---- | --------------- | ------------------- | ------------------- | ---------- |
| 1.º  | Lucas Hernández | Bayern Múnich       | Atlético de Madrid  | 80.000.000 |
| 2.º  | Benjamin Pavard | Bayern Múnich       | VfB Stuttgart       | 35.000.000 |
| 3.º  | Kerem Demirbay  | Bayer 04 Leverkusen | Hoffenheim          | 32.000.000 |
| 4.º  | Mats Hummels    | Borussia Dortmund   | Bayern Múnich       | 30.500.000 |
| 5.º  | Thorgan Hazard  | Borussia Dortmund   | B. Mönchengladbach  | 25.500.000 |
| 6.º  | Nico Schulz     | Borussia Dortmund   | Hoffenheim          | 25.500.000 |
| 7.º  | Julian Brandt   | Borussia Dortmund   | Bayer 04 Leverkusen | 25.000.000 |

Fuente: 1. Bundesliga - Fichajes más caros Altas 19/20 | Transfermarkt